# Latający dywan

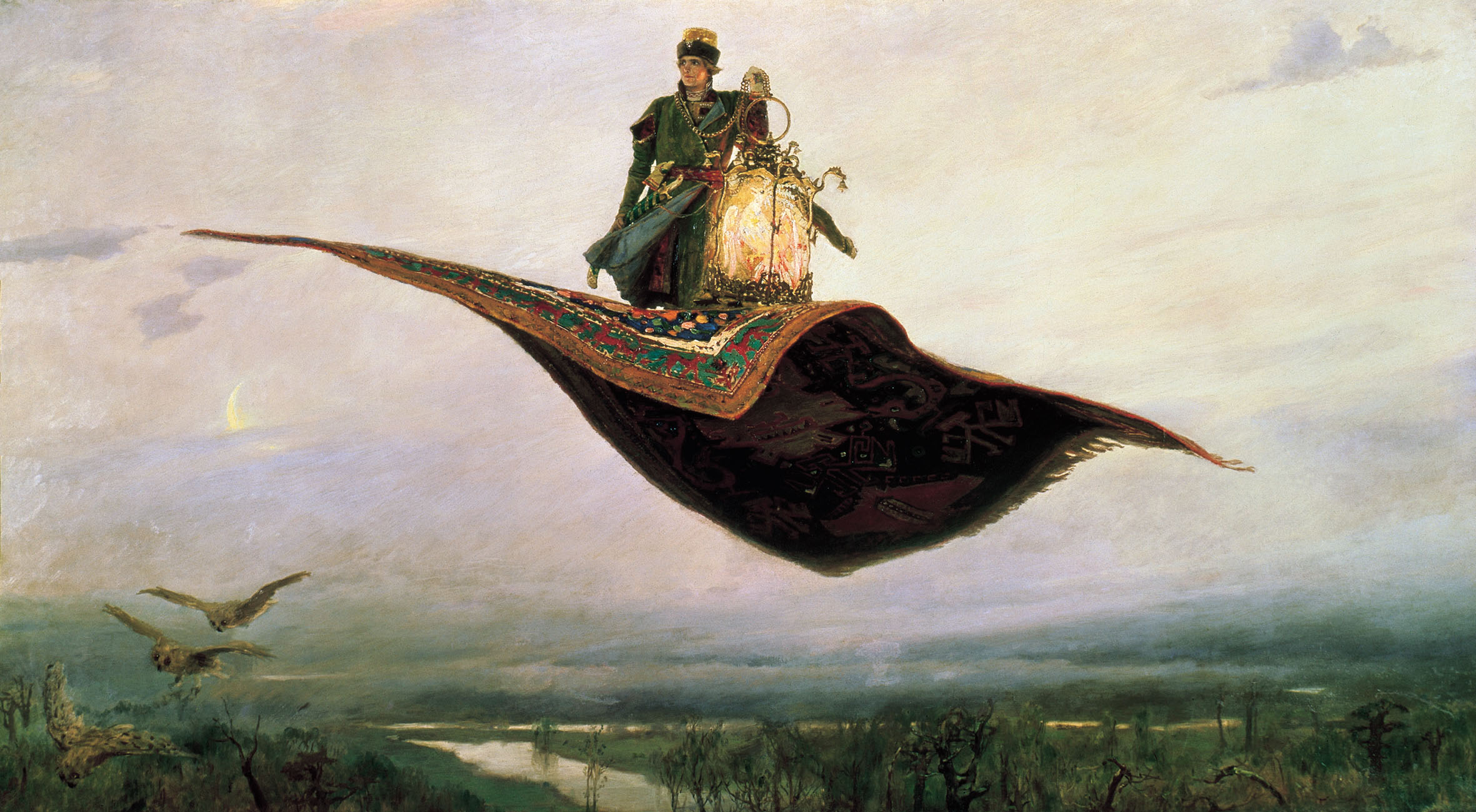
Podroż na latającym dywanie – obraz Wiktora Wasniecowa z 1880 roku

Latający dywan to występujący w opowieściach dywan, który ma magiczną moc przenoszenia osób w powietrzu (latając), dostając się natychmiast, bądź wyjątkowo szybko w miejsce przeznaczenia.

## W literaturze
Latające dywany pojawiały się w literaturze od czasów biblijnych aż do dziś. W Europie stały się znane dzięki Księdze tysiąca i jednej nocy. Dywan należał w nich do księcia Persji Husejna, a ponieważ książę miał swoją siedzibę w Tangu, dywan nazywany był Magicznym dywanem z Tangu.
Latający dywan Salomona miał 60 mil długości i szerokości, i był zrobiony z zielonego jedwabiu obszywanego złotem. Według opowieści, kiedy Salomon usiadł na dywanie i porwał go wiatr, to leciał tak szybko, że śniadanie jadł w Damaszku, a obiad na ziemi Medów (w dzisiejszym Iranie). Wiatr poddawał się jego woli, a gdy Salomon chciał podkreślić swą moc i sławę, to kazał dywanowi zatrząść się, a od tego trzęsienia umarło 40 tysięcy ludzi.
Dywan Salomona był chroniony przed deszczem baldachimem z ptaków. Jest on też wspomniany w Księdze Cudów szejka Muhammada ibn Yahya al-Tadifi al-Hanbaliego.
W rosyjskich opowieściach ludowych, Baba Jaga podarowała Iwanowi Głupcowi latający dywan oraz inne magiczne przedmioty. Dary te pomogły Iwanowi przejść „przez trzydzieści dziewięć krajów”. Rosyjski malarz Wiktor Wasniecow wykonał ilustracje do jednego z wydań tych baśni.
W opowiadaniu Marka Twaina „Wizyta kapitana Stormfielda w niebie” latające dywany były środkiem transportu w tej krainie wiecznej szczęśliwości.